# انوسوگنوزیا
اَنوسوگنوزیا یا اَنوسوگنوژیا (انگلیسی: Anosognosia) نوعی اختلال در خویشتن‌آگاهی است؛ بدین مفهوم که فردی مبتلا به نوعی بیماری یا معلولیت دچار است، اما از وجود آن آگاهی ندارد و آن را انکار می‌کند. این ناهنجاری را نخستین بار عصب‌شناس فرانسوی ژوزف بابینسکی در سال ۱۹۱۴ میلادی توصیف کرد.
علت این اختلال عصبی، آسیب ساختاری به مغز است که عموماً در لوب آهیانه‌ای راست و آسیب‌های گستردهٔ نواحی آهیانه‌ای-گیجگاهی-پیشانی راست دیده می‌شود.
این عارضهٔ عصبی را با پدیدهٔ انکار فرق دارد که نوعی سازوکار دفاعی روانی است، اما تلاش‌هایی صورت گرفته تا توضیح مشترکی برای این دو واقعه یافت شود. اَنوسوگنوزیا معمولاً در همراهی با اِیسوماتوگنوژیا دیده می‌شود که در آن، فرد وجودِ بخشی از بدن خود (مثلاً دست یا پا) را انکار می‌کند.
ریشهٔ واژه اَنوسوگنوزیا از زبان یونانی باستان است که در آن a به معنای «بدون»، nosos به معنای «بیماری» و gnōsis به معنای «آگاهی»، «اطلاع» یا «شناخت» است.

## برای مطالعهٔ بیشتر
- Amador, Xavier Francisco (2000). I am not sick, I don't need help! Helping the seriously mentally ill accept treatment. A practical guide for families and therapists. Vida Press. ISBN 978-0-9677189-0-3.
- Berti, A.; Bottini, G; Gandola, M; Pia, L; Smania, N; Stracciari, A; Castiglioni, I; Vallar, G; Paulesu, E (2005). "Shared Cortical Anatomy for Motor Awareness and Motor Control". Science. 309 (5733): 488–91. doi:10.1126/science.1110625. PMID 16020740.
- Clare L, Halligan P (2006). "Neuropsychological Rehabilitation.". Pathologies of Awareness: Bridging the Gap between Theory and Practice. Taylor & Francis(Psychology Press). ISBN 978-1-84169-810-6.
- Lysaker, P; Bell, M; Milstein, R; Bryson, G; Beam-Goulet, J (1994). "Insight and psychosocial treatment compliance in schizophrenia". Psychiatry. 57 (4): 307–15. doi:10.1080/00332747.1994.11024695. PMID 7899525.
- Pia, Lorenzo; Neppi-Modona, Marco; Ricci, Raffaella; Berti, Anna (2004). "The Anatomy of Anosognosia for Hemiplegia: A Meta-Analysis". Cortex. 40 (2): 367–77. doi:10.1016/S0010-9452(08)70131-X. PMID 15156794.
- Ramachandran, V. S.; Blakeslee, Sandra (1999). Phantoms in the brain: probing the mysteries of the human mind. New York: Quill. ISBN 978-0-688-17217-6.
- Torrey, E. Fuller (2012). The Insanity Offense. New York: W.W. Norton & Company. pp. 111–122. ISBN 978-0-393-34137-9.
- Vuilleumier, P (2004). "Anosognosia: The Neurology of Beliefs and Uncertainties". Cortex. 40 (1): 9–17. doi:10.1016/S0010-9452(08)70918-3. PMID 15070000.